# Iswaeon anoka
Iswaeon anoka är en dagsländeart som först beskrevs av Daggy 1945.  Iswaeon anoka ingår i släktet Iswaeon och familjen ådagsländor. Inga underarter finns listade i Catalogue of Life.